# Низькорівневе проєктування
Низькорівневе проєктування - це процес розробки компонентного рівня, який слідує за поетапним процесом уточнення. Цей процес може бути використаний для розробки структур даних, необхідної архітектури програмного забезпечення, вихідного коду та, в кінцевому підсумку, алгоритмів продуктивності. В цілому, організація даних може бути визначена під час аналізу вимог і потім вдосконалена під час роботи з проєктуванням даних. Пост-складання, кожний компонент вказується у деталях.
Фаза низькорівневого проєктування є етапом розробки фактичних програмних компонентів.
Під час детального етапу виконуються логічне та функціональне проєктування, а проєктування структури додатків розробляється на етапі високорівневого проєктування.

## Етап проєктування
Проєктування — це порядок системи, яка з'єднує окремі компоненти. Часто воно може взаємодіяти з іншими системами. Проєктування має важливе значення для досягнення високої надійності, низької вартості та гарної експлуатаційної якості.
Можна виділити два типи етапів розробки програм:
- Архітектурний або високорівневе проєктування
- Детальний або низькорівневе проєктування

Структуровані блок-схеми та діаграми HIPO, які характеризують клас засобів розробки програмного забезпечення, надають високий рівень огляду програми. Переваги такого проєктувального засобу полягають у тому, що він дає специфікацію проєктування, яка зрозуміла співробітникам, що не займаються програмуванням і забезпечує гарне наочне відображення залежностей модуля.
Недоліком є те, що розробникам програмного забезпечення може бути складно перейти від графічно-орієнтованого представлення програмного забезпечення до реалізації. Тому необхідно забезпечити деяке розуміння алгоритмічних структур, що описує процедурні етапи для полегшення ранніх стадій розробки програмного забезпечення (як правило, використовуючи PDL).

## Мета
Метою LLD або низькорівневого документа проєктування (LLDD) є надання внутрішнього логічного проєктування  фактичного програмного коду. Низькорівневе проєктування створено на основі високорівневого проєктування. LLD описує діаграми класів з методами та відносинами між класами та специфікаціями програми. Він описує модулі так, що програміст може безпосередньо кодувати програму з документа.
Гарний документ низькорівневого проєктування робить програму легкою у розвитку, коли правильний аналіз використовується для його створення. Код може бути розроблений безпосередньо з документа низькорівневого проєктування з мінімальним налагодженням й тестуванням.
Інші переваги — це менша вартість і легше обслуговування.

## Приклад
Ви можете знайти зразок HLD тут: Приклад HLD [Архівовано 2 серпня 2010 у Wayback Machine.], після ітерацій, які спочатку були розроблені як LLD: Приклад LLD [Архівовано 2 серпня 2010 у Wayback Machine.].